# Izidor
Izidor je moško osebno ime.

## Različice imena
- moške oblike imena:Dorči, Dore, Isidor, Izo, Ido, Sidor
- ženske oblike imena:Izidora

## Tujejezikovne različice
- pri Hrvatih: Isidor, skrajšano Iso, Sidar
- pri Rusih in Ukrajincih: Sidor

## Izvor imena
Ime Izidor izhaja iz grškega imena Isídoros, ki je zloženo iz imena egiptovske boginje Izide (grška beseda Isis je nastala iz egip. besede Ese, ki pomeni »sedež, prestol«), ter grške besede doron, ki pomeni »dar«.

## Pogostost imena
Po podatkih Statističnega urada Republike Slovenije je bilo na dan 1. januar 2020 v Sloveniji število moških oseb z imenom Izidor: 908. Med vsemi moškimi imeni pa je ime Izidor po pogostosti uporabe uvrščeno na 169. mesto.

## Osebni praznik
V slovenski ljudski pesmi je sv. Izidor, kmet, španski svetnik  ( † 1150), ki god praznuje 15. maja. 
Izidor velja za zavetnika kmečkega stanu in zemljemercev.
Znan pa je tudi Izidor Seviljski, škof in cerkveni učitelj († 636), ki god praznuje 4. aprila.

## Zanimivosti
Ime Sidor pri Rusih poleg drugega pomeni tudi »hišnik«, dalje »vzdevek oblastnikov, ki brezvestno izkoriščajo ljudstvo«. V zvezi s tem so izrazi sidor, ki pomenijo »vreča za pobiranje dajatev, polna vreča« in Sidorova koza »zapor«.